# Choc (revue)
Pour les articles homonymes, voir Choc.
Choc est une revue de petit format noir et blanc publiée dans la collection « Comics Pocket » des éditions Arédit/Artima d'abord d’octobre 1959 à 1966 (100 numéros), puis  d’avril 1972 à avril 1983 (33 numéros).
Y furent publiés en français divers comics "guerriers" des années 50 à 70, issus de chez Marvel, tels que Captain Savage, Sgt. Fury And His Howling Commandos, War is Hell, ou DC (Blackhawk, G.I. Combat, Men of War, Our Army at War, Our Fighting Forces, Star Spangled War Stories, Weird War Tales).